# Daniel Thym
Daniel Thym (* 1973 in Tübingen) ist ein deutscher Jurist und Hochschullehrer an der Universität Konstanz.

## Ausbildung und Karriere
Thym begann 1994 ein Studium der Rechtswissenschaften an der Universität Regensburg. Nach einem Studienaufenthalt an der Universität Paris X beendete er sein Studium 1999 an der Humboldt-Universität zu Berlin mit dem Erwerb des Ersten Juristischen Staatsexamens. Anschließend arbeitete Thym als wissenschaftlicher Mitarbeiter am Berliner Walter-Hallstein-Institut für Europäisches Verfassungsrecht bei Ingolf Pernice. Unterbrochen wurde diese Tätigkeit 2001 durch Thyms Masterstudium am King’s College London, das er mit dem Erwerb des Titels Master of Laws abschloss. Anschließend kehrte er nach Berlin zurück, um sich seiner Promotion zu widmen, die er 2003 abschloss. Seine Promotion wurde mit dem Humboldt-Preis der HU Berlin ausgezeichnet. Von 2002 bis 2004 leistete Thym sein Referendariat am Kammergericht ab. Nach einem Aufenthalt am British Institute of International and Comparative Law in London 2005/06 vollendete Thym 2009 seine Habilitation in Berlin. 2021 und 2022 war Thym jeweils Gastprofessor an der Universität Panthéon-Assas, im Herbst 2023 residiert er als Senior Mercator Fellow an der University of California, San Diego.
Seit 2010 ist Thym Inhaber des Lehrstuhls für Öffentliches Recht, Europa- und Völkerrecht an der Universität Konstanz sowie Kodirektor des dortigen Forschungszentrums Ausländer- & Asylrecht (FZAA). Er ist maßgeblich beteiligter Wissenschaftler am Konstanzer Exzellenzcluster „Kulturelle Grundlagen von Integration“. Seit 2020 ist er Sprecher des Standort Konstanz im bundesweiten Forschungsinstitut Gesellschaftlicher Zusammenhalt von elf universitären und außereuropäischen Forschungsstandorten. Von 2016 bis 2022 war er Mitglied des Sachverständigenrats für Integration und Migration (SVR) und fungierte von 2019 bis 2022 als stellvertretender Vorsitzender. In dieser Funktion wirkte er unter anderem an dem Jahresgutachten 2018 über Einwanderungsgesetzgebung, dem Jahresgutachten 2020 über Migration aus Afrika, dem Jahresgutachten 2021 zu Diversität und dem Jahresgutachten 2023 „Klimawandel und Migration“ mit.
Im Frühjahr 2018 lieferte sich Thym eine Kontroverse mit Thilo Sarrazin über die Erklärung 2018 und deren Behauptung eines fortwährenden Rechtsbruchs an den deutschen Grenzen, die er als „Mythos“ bezeichnete. Thym gehörte von 2019 bis 2021 der Fachkommission der Bundesregierung zu den Rahmenbedingungen der Integrationsfähigkeit (berufen vom Kabinett Merkel IV) an, zu deren Abschlussbericht er mehrere Sondervoten vorlegte.
Thym nahm über zwanzig Mal als Sachverständiger an öffentlichen Anhörungen des Innenausschusses des Deutschen Bundestages teil.
Sein Forschungsschwerpunkt ist das deutsche, europäische und internationale Migrationsrecht.

## Veröffentlichungen (Auswahl)
- Ungleichzeitigkeit und europäisches Verfassungsrecht. Nomos, Baden-Baden 2004, ISBN 3-8329-0511-1 (Dissertation Humboldt-Universität Berlin 2003).
- Migrationsverwaltungsrecht. Mohr Siebeck, Tübingen 2010, ISBN 978-3-16-150104-3 (Habilitationsschrift 2009 Humboldt-Universität Berlin).
- Das ist eine Legende. In: Der Spiegel. Nr. 7, 2016 (online – Interview mit Thym).
- Vom Leib halten. In: Der Spiegel. Nr. 7, 2017 (online – Interview mit Thym).
- Sollbruchstellen des deutschen, europäischen und internationalen Flüchtlingsrechts. De Gruyter, Berlin 2019, ISBN 978-3-11-063020-6, doi:10.1515/9783110630206.
- European Migration Law. Oxford University Press, Oxford 2023, ISBN 978-0-19-289427-4 (englisch, oup.com).
- Migration steuern – Eine Anleitung für das Hier und Jetzt. C. H. Beck, 2025, ISBN 978-3-406-83012-9.